# Das Autogramm
Das Autogramm ist ein in Lateinamerika spielender deutsch-französischer Spielfilm aus dem Jahre 1983 von Peter Lilienthal. Die Geschichte basiert auf dem Roman Cuarteles de invierno von Osvaldo Soriano.

## Handlung
Irgendwo im Lateinamerika der frühen 1980er Jahre, als der Subkontinent nahezu vollständig von brutalen Militärdiktaturen beherrscht wurde. In einem namentlich nicht genannten Land treffen der weiße Bandoneonspieler und Sänger Daniel und der schwarze Boxer Tony in einer kleinen Provinzstadt namens Flores aufeinander und werden dort, ohne bislang politisch in Erscheinung getreten zu sein, zum Spielball der herrschenden Junta. Beide jungen Männer werden dazu genötigt, auf einem von den Militärs organisierten Volksfest aufzutreten. Aus einem nichtigen Anlass kommt es jedoch nicht dazu. Man verlangt von dem populären Sänger, interessierten Soldaten Autogramme zu geben. Doch Daniel gibt generell keine Autogramme, auch nicht an die militärischen Vertreter der Staatsmacht. Damit geraten er und überraschenderweise auch Tony ins Fadenkreuz der Mächtigen.
Daniel erfährt durch die Einheimischen von den brutalen Verbrechen und Folterungen der Militärs und kommt nun nicht länger umhin, sich mit dem politischen System, dem auch er unterworfen ist, gedanklich auseinanderzusetzen. Tony wiederum verliebt sich in eine Anwaltstochter, muss diese Liebe aber vor der Öffentlichkeit verbergen. Die Dinge geraten in eine gefährliche Bahn, als Daniel aufgrund seines neu erworbenen Wissens sich über die Taten der Militärs empört und in einen Streit mit einem zivilen Staatsvertreter gerät. Die Folgen dafür muss jedoch Boxer Tony ertragen, da er seinem Kumpel Daniel zur Hilfe geeilt ist und sich dabei schwer an der Hand verletzt. Ein Junta-Offizier fordert ihn daraufhin zu einem Boxkampf heraus, den der Profi jedoch unter diesen Umständen nicht gewinnen kann. In seiner Naivität glaubt Tony dennoch, dass im Ring mit fairen Mitteln gekämpft wird. Er soll sich irren. Durch die neu gewonnene Freundschaft zu Daniel werden in Tony ungeahnte Kräfte freigesetzt, die zugleich auch ein politisches Statement beinhalten.

## Produktionsnotizen
Das Autogramm entstand zwischen dem 23. September und dem 4. November 1983 an mehreren Drehorten in Portugal und wurde am 25. Februar 1984 im Rahmen der IFF in Berlin uraufgeführt. Deutscher Kinostart war der 12. Oktober 1984, die deutsche Fernsehpremiere fiel auf den 30. Dezember 1986 im mitproduzierenden ZDF.
Osman Ragheb besorgte die Synchronregie bei den fremdsprachigen Hauptdarstellern. Bernd Grote übernahm die Herstellungsleitung, Roswitha Frankenhauser die Produktionsleitung. Christoph Hotch war zuständiger Redakteur beim ZDF. Die Bauten schuf Georgio Carozzini, die Ausstattung besorgte Regisseur Peter Lilienthal.
Ebenfalls 1984 wurde in Argentinien Cuarteles de invierno (Regie: Lautaro Murúa) uraufgeführt, eine weitere Verfilmung desselben Romans von Osvaldo Soriano.

## Kritiken
In der Fachzeitschrift Cinema war zu lesen: „Lilienthal zeigt hier nicht nur, mit welchen Mitteln die Handlanger von Diktatoren ihren Opfern Würde und Menschlichkeit nehmen, sondern auch, wie die beiden Fremden durch Freundschaft ihre Ohnmacht überwinden können. Menschlichkeit wird so zur humanen Waffe gegen inhumane Systeme“.
Im Lexikon des Internationalen Films heißt es: „Die zurückhaltend inszenierte Studie zweier "unpolitischer" Menschen, die mit den Ansprüchen eines faschistoiden Herrschaftssystems konfrontiert und zur Überprüfung ihrer Einstellung herausgefordert werden; streckenweise dramaturgisch hölzern, aber überzeugend in der einfühlsamen Charakterzeichnung.“
Film des Monats kam im Oktober 1984 zu folgendem Schluss: „Lilienthal gelingt es, unaufdringlich und subtil, den Alltag in einer Diktatur deutlich zumachen. (…) Von seinem Thema her ist „Das Autogramm“ hervorragend geeignet, dem Gespräch über Anpassung und Widerstand wichtige Impulse zu liefern.“